# こくりゅう (潜水艦)
こくりゅう（ローマ字：JS Kokuryu, SS-506）は、海上自衛隊の潜水艦。そうりゅう型潜水艦の6番艦。艦名「こくりゅう」は「北方を守る神聖な竜」を意味する「黒竜」に由来する。

## 艦歴
「こくりゅう」は、平成22年度計画に基づく2900トン型潜水艦8121号艦として、川崎重工業神戸工場で2011年1月21日に起工され、2013年10月31日に命名・進水、2014年8月22日に公試開始、2015年3月9日に就役し、第2潜水隊群第4潜水隊編入された。定係港は横須賀。艦内神社は福井県福井市にある毛谷黒龍神社。
2016年8月23日、横須賀基地逸見岸壁において稲田防衛大臣の初度視察を受けた。
2018年3月12日、第2潜水隊群隷下に第6潜水隊が新編され、同日付で就役した「せいりゅう」とともに編入された。
同年8月21日から11月17日までの間、米国派遣訓練に参加し、ハワイ諸島方面において洋上訓練及び施設利用訓練を実施する。
2021年9月15日から12月15日までの間、米国派遣訓練に参加し、日本からハワイ諸島に至る海域及び同諸島周辺海域及びハワイ州パールハーバー・ヒッカム統合基地において対潜戦訓練、施設利用訓練を実施する。

### 歴代艦長
| 代       | 氏名       | 在任期間               | 出身校・期     | 前職               | 後職                     | 備考                 |
| 艤装員長 | 艤装員長   | 艤装員長               | 艤装員長       | 艤装員長           | 艤装員長                 | 艤装員長             |
| -------- | ---------- | ---------------------- | -------------- | ------------------ | ------------------------ | -------------------- |
| -        | 伊藤裕雅   | 2013.10.31 - 2015.3.8  | 北工大・幹候   | うずしお艦長       | こくりゅう艦長           |                      |
| 艦長     |            |                        |                |                    |                          |                      |
| 1        | 伊藤裕雅   | 2015.3.9 - 2015.8.2    | 北工大・幹候   | こくりゅう艤装員長 | 海上幕僚監部総務部総務課 |                      |
| 2        | 平間武彦   | 2015.8.3 - 2016.8.8    | 防大41期       | 潜水艦教育訓練隊   | せいりゅう艤装員長       |                      |
| 3        | 兎澤 仁    | 2016.8.9 - 2017.10.15  | 学習院大・幹候 | 潜水艦教育訓練隊   | おやしお艦長             |                      |
| 4        | 鎌田伸也   | 2017.10.16 – 2020.2.2  | 防大44期       | 潜水艦教育訓練隊   | ずいりゅう艦長           |                      |
| 5        | 早川大士   | 2020.2.3 - 2021.3.28   | 防大44期       | 潜水艦教育訓練隊   | しょうりゅう艦長         |                      |
| 6        | 竹谷 直    | 2021.3.29 - 2023.12.17 | 防大48期       | 潜水艦隊司令部     |                          |                      |
| 7        | 横川淳一郎 | 2023.12.18 -           |                |                    |                          | 2025.7.1 1等海佐昇任 |